# Epiphora obscura
Epiphora obscura är en fjärilsart som beskrevs av Abel Dufrane 1953. Epiphora obscura ingår i släktet Epiphora och familjen påfågelsspinnare. Inga underarter finns listade i Catalogue of Life.